# Liste der Bodendenkmale in Bardowick
In der Liste der Bodendenkmale in Bardowick sind alle Bodendenkmale der niedersächsischen Gemeinde Bardowick aufgelistet. Die Quelle ist der Denkmalatlas Niedersachsen. Der Stand der Liste ist der 18. August 2024.

## Allgemein
In den Spalten finden sich folgende Informationen des Bodendenkmales :
- Lage        : geographische Koordinaten
- Bezeichnung : Bezeichnung lt. Denkmalatlas
- Beschreibung: Beschreibung lt. Denkmalatlas
- ID          : Objekt-ID
- Bild        : Bild, ggf. zusätzlich mit Link zu weiteren Fotos im Medienarchiv Wikimedia Commons.

| Lage                         | Bezeichnung                        | Beschreibung | ID       | Bild |
| ---------------------------- | ---------------------------------- | --- | -------- | ---- |
| 53° 17′ 39″ N, 10° 23′ 49″ O | Bardowick 1, Kirche                | Auf dem Kirchhügel St. Wilhadi und der Straße unmittelbar südöstlich davon eine ehemaligen Kirche und ein Körperfriedhof. Polygonales Plateau mit ca. 55 m × 45 m; H. bis ca. 1 m. Kuppe flach, Ränder deutlich abgesetzt. Einige Grabsteine, in der Mitte Wiese und auf den Böschungen Feldgehölze. | 28932201 |      |
| 53° 17′ 46″ N, 10° 23′ 29″ O | Bardowick 27, Kirche               | Kirchenstandort heute nur noch als polygonaler Erdhügel mit ca. 80 × 50 m Fläche erhalten. Er liegt mit 1,1 - 1,3 m Höhe über seiner Umgebung. In der Parkanlage wenige Grab- und Gedenksteine, im Ost-Teil ein Fachwerkturm. Ein auf dem Gelände stehender Turm ist auf dem Stich von Frese (1588) nicht überliefert. | 28932193 |      |
| 53° 17′ 47″ N, 10° 23′ 54″ O | Bardowick 28, Kirche               | An West-Seite der Johannisstraße, etwa 150 m westlich der Ilmenau der Standort der ehemaligen Kirche St. Johannis. Heute nur noch ein annähernd viertelkreisförmiges Plateau mit Seitenlängen von ca. 55 × 40 × 35 m erhalten. Ursprünglich wahrscheinlich größer. Das Plateau besitzt eine Höhe 1,1 – 1,4 m, ist steil geböscht und zur Straße hin durch eine rezente Mauer aus Granitsteinen abgesetzt. Jetzt Parkanlage mit vier Grabstätten, Wiese und Weg. 1282 wurde die Kirche erstmals erwähnt, war aber sicher älter. 1578 fanden Verhandlungen über ihren Abbruch statt. 1704 war die Kirche nicht mehr vorhanden. | 28932191 |      |
| 53° 17′ 39″ N, 10° 23′ 16″ O | Bardowick 30, Stadtwall            | Südlich und westlich des alten Ortszentrums zog sich ehemals des Stadtwall Bardowicks entlang. Die Linienführung des Walles lässt sich aus alten Abbildungen ungefähr rekonstruieren, allerdings ist der genaue Verlauf im Norden und Süden, insbesondere der Anschluss an die Ilmenau, daraus nicht sicher zu erschließen. Im Süden ist jedoch entlang der Nord-Seite des sogenannten Eichenhofes ein Wallrest erhalten, bei dem es sich wahrscheinlich um einen Teil der alten Stadtbefestigung handelt. | 28932187 | BW   |
| 53° 17′ 15″ N, 10° 21′ 33″ O | Bardowick 38, Landwehr (Teilstück) | | 50162209 | BW   |